# Максимов, Юрий Вильевич
Ю́рий Ви́льевич Макси́мов (укр. Юрій Вільйович Максимов; род. 8 декабря 1968, Херсон) — советский и украинский футболист, украинский футбольный тренер. Выступал за сборную Украины.

## Биография

### Клубная карьера
Начинал свою карьеру в херсонском «Кристалле», затем были «Таврия», «Днепр» и киевское «Динамо».
В конце 1997 заключил контракт на 3,5 года с «Вердером», где выступал вместе с соотечественником Виктором Скрипником. Поначалу «Вердер» не сошёлся в цене с руководством «Динамо», но чуть позже, после травмы Андреаса Херцога, пошёл на условия киевлян и подписал Максимова. В бременском клубе провёл четыре сезона, забив девять голов в 69 встречах. В победном для «музыкантов» Кубке Германии 1998/99 сыграл одну из ключевых ролей, забил 4 гола — в первом раунде «Байеру», во втором раунде «Ганзе», в 1/8 финала «Фортуне» и в финале «Баварии». В решающем матче в Берлине Максимов открыл счёт уже на 4-й минуте, но Карстен Янкер сравнял его в конце первого тайма. Матч дошёл до серии пенальти, где Штефан Эффенберг мог принести «Баварии» победу пятым ударом, но не забил, затем ошибся и ветеран «Баварии» Лотар Маттеус, а у «Вердера» победный мяч забил вратарь Франк Рост.
В 2001 году Максимов перебрался в
выступавший во второй Бундеслиге «Вальдхоф». В составе которого отыграл 27 поединков и забил три гола.
Затем переехал в Россию, где выступал за «Ростов». Также в его карьере были «Борисфен» и запорожский «Металлург».
Прощальный матч Максимова прошёл 6 октября 2009 года на стадионе «Кристалл» в Херсоне в присутствии 7 тысяч зрителей. В нём приняли участие команда «Друзья Юрия Максимова» и сборная ветеранов херсонского «Кристалла». Встреча закончилась со счётом 4:2 в пользу «Друзей».
Трёхкратный чемпион Украины, обладатель кубков Украины и Германии. В высшей лиге чемпионата Украины провёл 166 матчей, забил 48 голов; в первой немецкой бундеслиге сыграл 69 матчей, забил 9 мячей; во второй немецкой бундеслиге провёл 27 игр, забил 3 гола; в российской премьер-лиге сыграл 18 матчей, забил 2 гола.

### Карьера в сборной
За сборную Украины сыграл 27 матчей, забил 5 голов. Дебют 28 октября 1992 года в товарищеском матче со сборной Беларуси, вышел на замену и отметился забитым голом.

### Тренерская карьера
После завершения игровой карьеры перешёл на тренерскую работу, начав с позиции второго тренера минского «Динамо». Дебютировал на позиции главного тренера в киевском ЦСКА.
С 2008 года — главный тренер «Оболони». Под его руководством команда в сезоне 2008/09 заняла 2-е место в розыгрыше Первой лиги Украины, чем обеспечила переход в элитный дивизион национального первенства.

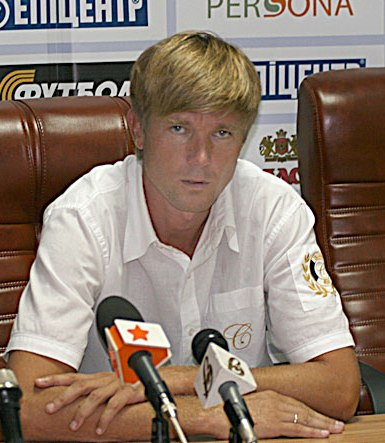
Максимов в качестве главного тренера «Кривбасса», 2010 год

В течение осенней части сезона 2009/10 «Оболонь» выступала достаточно удачно и на зимний перерыв команда ушла, занимая 8 место в турнирной таблице высшей лиги. В январе 2010 Максимов покинул клуб и переехал в Кривой Рог, где возглавил местный «Кривбасс», перед которым стояла задача сохранения места в элитном дивизионе украинского футбола. Под руководством Максимова команда, которая после первых 17 туров имела в активе лишь 7 очков, смогла в 13 турах, которые оставались, набрать 18 очков и обеспечить себе 14-ю позицию в финальной турнирной таблице первенства. С поста главного тренера «Кривбасса» был уволен в июне 2012 года.
Уже в августе того же года назначен главным тренером донецкого «Металлурга». В августе 2013 года после проигрыша донецкого «Металлурга» албанским «Кукес» был уволен с поста главного тренера донецкой команды, после чего подписал контракт с российским клубом «Мордовия» из Саранска.
Максимов привёл мордовскую команду к досрочной победе в первенстве Футбольной национальной лиги (ФНЛ) в сезоне 2013/14, но покинул её по окончании турнира.
В ноябре 2019 года стал главным тренером полтавской «Ворсклы». Был признан лучшим тренером УПЛ за сентябрь 2020 года. В ноябре 2021 года был признан лучшим тренером в УПЛ за октябрь. 31 мая 2022 года покинул клуб по истечении срока контракта.

## Достижения

### В качестве игрока
«Днепр»
- Серебряный призёр Чемпионата Украины: 1992/93

«Динамо» (Киев)
- Чемпион Украины: 1994/95, 1995/96, 1996/97
- Обладатель Кубка Украины: 1995/96

«Вердер»
- Обладатель Кубка Германии: 1998/99
- Обладатель Кубка Интертото: 1998

«Ростов»
- Финалист Кубка России: 2002/03

### В качестве тренера
«Мордовия»
- Победитель ФНЛ: 2013/14

«Кешля»
- Обладатель Кубка Азербайджана: 2017/18

«Ворскла»
- Финалист Кубка Украины: 2019/20

### Личные
- Лучший тренер месяца УПЛ (2): сентябрь 2020[7], октябрь 2021[8]

## Личная жизнь
Женат. Супруга Татьяна, двое сыновей и дочь.

## Статистика выступлений

### Клубная статистика
| Клуб              | Сезон            | Лига | Лига | Кубок | Кубок | Еврокубки | Еврокубки | Всего | Всего |
| Клуб              | Сезон            | Игры | Голы | Игры  | Голы  | Игры      | Голы      | Игры  | Голы  |
| ----------------- | ---------------- | ---- | ---- | ----- | ----- | --------- | --------- | ----- | ----- |
| Кристалл (Херсон) | 1986             | 1    | 0    | 0     | 0     | 0         | 0         | 1     | 0     |
| Кристалл (Херсон) | 1989             | 7    | 1    | 0     | 0     | 0         | 0         | 7     | 1     |
| Таврия            | 1989             | 15   | 0    | 0     | 0     | 0         | 0         | 15    | 0     |
| Таврия            | 1990             | 34   | 5    | 3     | 0     | 0         | 0         | 34    | 5     |
| Таврия            | Итого            | 49   | 5    | 0     | 0     | 0         | 0         | 49    | 5     |
| Кристалл (Херсон) | 1991             | 48   | 27   | 0     | 0     | 0         | 0         | 48    | 27    |
| Кристалл (Херсон) | Итого            | 56   | 28   | 0     | 0     | 0         | 0         | 56    | 28    |
| Днепр             | 1992             | 14   | 3    | 2     | 0     | 0         | 0         | 16    | 3     |
| Днепр             | 1992/93          | 26   | 5    | 0     | 0     | 0         | 0         | 26    | 5     |
| Днепр             | 1993/94          | 31   | 8    | 4     | 1     | 3         | 1         | 38    | 10    |
| Днепр             | 1994/95          | 13   | 4    | 2     | 1     | 0         | 0         | 15    | 5     |
| Днепр             | Итого            | 84   | 20   | 8     | 2     | 3         | 1         | 95    | 23    |
| Динамо (Киев)     | 1994/95          | 11   | 5    | 4     | 0     | 0         | 0         | 15    | 5     |
| Динамо (Киев)     | 1995/96          | 22   | 7    | 3     | 2     | 3         | 0         | 28    | 9     |
| Динамо (Киев)     | 1996/97          | 21   | 6    | 1     | 0     | 4         | 2         | 26    | 8     |
| Динамо (Киев)     | 1997/98          | 11   | 5    | 0     | 0     | 8         | 5         | 19    | 10    |
| Динамо (Киев)     | Итого            | 65   | 23   | 8     | 2     | 15        | 7         | 88    | 32    |
| Вердер            | 1997/98          | 12   | 3    | 0     | 0     | 0         | 0         | 12    | 3     |
| Вердер            | 1998/99          | 20   | 3    | 5     | 4     | 5         | 1         | 30    | 8     |
| Вердер            | 1999/00          | 29   | 3    | 4     | 1     | 8         | 1         | 41    | 5     |
| Вердер            | 2000/01          | 8    | 0    | 0     | 0     | 3         | 1         | 11    | 1     |
| Вердер            | Итого            | 69   | 9    | 9     | 5     | 16        | 3         | 94    | 17    |
| Вальдхоф          | 2001/02          | 16   | 3    | 0     | 0     | 0         | 0         | 16    | 3     |
| Вальдхоф          | 2002/03          | 11   | 0    | 1     | 0     | 0         | 0         | 12    | 0     |
| Вальдхоф          | Итого            | 27   | 3    | 1     | 0     | 0         | 0         | 28    | 3     |
| Ростов            | 2003             | 18   | 2    | 3     | 0     | 0         | 0         | 21    | 2     |
| Ростов            | Итого            | 18   | 2    | 3     | 0     | 0         | 0         | 21    | 2     |
| Металлург         | 2004/05          | 9    | 1    | 3     | 0     | 0         | 0         | 12    | 1     |
| Металлург         | Итого            |      |      |       |       |           |           |       |       |
| Всего за карьеру  | Всего за карьеру | 385  | 95   | 35    | 9     | 34        | 11        | 454   | 115   |

## Тренерская карьера
| Команда   | Страна      | Начало работы    | Завершение работы | Показатели | Показатели | Показатели | Показатели | Показатели | Показатели | Показатели | Показатели |
| Команда   | Страна      | Начало работы    | Завершение работы | М          | В          | Н          | П          | МЗ         | МП         | РМ         | % побед    |
| --------- | ----------- | ---------------- | ----------------- | ---------- | ---------- | ---------- | ---------- | ---------- | ---------- | ---------- | ---------- |
| Оболонь   | Украина     | 10 июня 2008     | 23 января 2010    | 52         | 28         | 6          | 18         | 98         | 76         | +22        | 053,85     |
| Кривбасс  | Украина     | 24 января 2010   | 13 июня 2012      | 77         | 21         | 20         | 36         | 68         | 110        | −42        | 027,27     |
| Металлург | Украина     | 12 августа 2012  | 12 августа 2013   | 30         | 14         | 6          | 10         | 43         | 35         | +8         | 046,67     |
| Мордовия  | Россия      | 16 августа 2013  | 11 июня 2014      | 30         | 18         | 7          | 5          | 54         | 31         | +23        | 060,00     |
| Тараз     | Казахстан   | 21 мая 2016      | 5 ноября 2016     | 22         | 9          | 3          | 10         | 24         | 28         | −4         | 040,91     |
| Кешля     | Азербайджан | 11 февраля 2018  | 11 ноября 2018    | 22         | 10         | 7          | 5          | 31         | 24         | +7         | 045,45     |
| Ворскла   | Украина     | 23 ноября 2019   | 31 мая 2022       | 70         | 31         | 20         | 19         | 109        | 87         | +22        | 044,29     |
| Звягель   | Украина     | 20 июня 2023     | 13 сентября 2023  | 6          | 4          | 1          | 1          | 23         | 7          | +16        | 066,67     |
| Днепр-1   | Украина     | 14 сентября 2023 | 1 августа 2024    | 29         | 13         | 9          | 7          | 37         | 30         | +7         | 044,83     |
| Ворскла   | Украина     | 24 октября 2024  | 9 июня 2025       | 21         | 5          | 4          | 12         | 17         | 26         | −9         | 023,81     |
| Итого     | Итого       | Итого            | Итого             | 359        | 153        | 83         | 123        | 503        | 453        | +50        | 042,62     |